# Paskiv, Korsun-Șevcenkivskîi
Paskiv (în ucraineană Паськів) este un sat în comuna Kirove din raionul Korsun-Șevcenkivskîi, regiunea Cerkasî, Ucraina.

## Demografie
Componența lingvistică a localității Paskiv
     Ucraineană (100%)
Conform recensământului din 2001, toată populația localității Paskiv era vorbitoare de ucraineană (100%).